# О’Кифф, Наташа
Ната́ша О’Кифф (англ. Natasha O'Keeffe, род. 1 декабря 1986 года) — британская актриса театра, кино и телевидения. Наиболее известна по ролям в телесериалах «Острые козырьки» и «Отбросы».

## Биография
Наташа родилась в Брайтоне, Великобритания, однако когда ей был один год, семья переехала в Лондон, район Тутинг. Окончила Королевский валлийский колледж музыки и драмы в Кардиффе, во время учёбы приняла участие в нескольких театральных постановках.
Впервые появилась на экране в 2008 году, снявшись в клипе группы Oasis на песню «Falling Down»
В 2010 году получила одну из главных ролей в драматическом телесериале «Пустые слова» телеканала BBC Three о группе лесбиянок из Глазго. В 2012 присоединилась к основному составу популярного комедийного телесериала «Отбросы» телеканала E4 о лондонских подростках-правонарушителях, получивших сверхъестественные способности.

## Фильмография
| Год          |     | Русское название             | Оригинальное название               | Роль                         |
| ------------ | --- | ---------------------------- | ----------------------------------- | ---------------------------- |
| 2008         | ф   |                              | Abraham's Point                     | Сара                         |
| 2010—2012    | с   | Пустые слова                 | Lip Service                         | Сейди Андерсон               |
| 2011         | кор | Нашедшего прошу вернуть      | If Found Please Return To           | Она                          |
| 2012—2013    | с   | Отбросы                      | Misfits                             | Эбби Смит (4—5 сезон)        |
| 2013         | с   | Закон и порядок: Лондон      | Law & Order: UK                     | Конни Моран (серия Mortal)   |
| 2013         | ф   | Свенгали                     | Svengali                            | Наташа                       |
| 2013 — н. в. | с   | Острые козырьки              | Peaky Blinders                      | Лиззи Старк                  |
| 2013         | ф   | Грязь                        | Filth                               | Анна                         |
| 2013         | кор | Местечко рядом с Эджвер-роуд | A Little Place Off the Edgware Road | жена                         |
| 2014         | с   | Гранчестер                   | Grantchester                        | Грейс Хит (6 серия 1 сезона) |
| 2015         | с   | Последние пантеры            | Last Panthers                       | Кёрсти Уилкинсон             |
| 2015         | с   | Джекилл и Хайд               | Jekyll & Hyde                       | Федора                       |
| 2016         | с   | Шерлок: Безобразная невеста  | Sherlock                            | Эмилия Риколетти             |
| 2017—2020    | с   | Страйк                       | Strike                              | Шарлотта Кэмпбелл            |
| 2019         | с   | Сопротивление                | Resistance                          | Агнес Мур                    |
| 2021         | с   | Интергалактик                | Intergalactic                       |                              |